# نبيل لحلو
نبيل لحلو (مواليد سنة 1945 بفاس) هو مخرج مسرحي ومؤلف وممثل مغربي، يعتبر من أشهر المخرجين المسرحيين المغاربة في فترة الثمانينيات.

## مسيرته
درس الفن الدرامي بمدرسة شارل دولان وفي جامعة مسرح الشعوب بفرنسا، في بداية سنوات السبعينات درّس نبيل لحلو مادة المسرح لطلبته في الجزائر، كما تعاون مع المسرح الوطني الجزائري. بعد عودته إلى المغرب سيواصل نبيل لحلو كتابة وإخراج مسرحياته باللغة الفرنسية والعربية، كما سيتجه أيضا إلى السينما.
وتتميز سينما نبيل لحلو بكونها سينما خاصة، بحيث اعتمد في إنتاج معظم أفلامه على إمكاناته وقدراته الذاتية. أنتج نبيل لحلو وأخرج نصوص سينماه بنفسه ولعب الدور الرئيسي في معظمها. اخرج خلال مسيرته السينمائية سبعة أفلام، أربعة أفلام في الثمانينات، هي 'الحاكم العام' سنة 1980، و'إبراهيم ياش' سنة 1984، و'نهيق الروح' سنة 1984، و'كوماني' سنة 1989، وكان أول أفلامه التي وقع عليها هو فيلم 'القنفوذي' سنة 1978، وفي سنة 1992 أخرج فيلم 'ليلة القتل'، وفي سنة 2002 أخرد فيلم 'سنوات المنفى'.